# 蘭帕特大壩
1950 年代及1960 年代，蘭帕特大壩或稱蘭帕特峽谷大壩 （Rampart Dam、Rampart Canyon Dam），指美國美国陆军工程兵团提出的水力發電能源建議，築壩於美國阿拉斯加育空河。    計劃在蘭帕特峽谷（又叫做蘭帕特峽）施工。峽谷正位處阿拉斯加蘭帕特村落西南50公里，也是阿拉斯加費爾班克斯西北偏西約169公里。水壩完成時，會創造湖，湖如同伊利湖一樣大小，這是世界上最大的人工水庫。計劃水壩本身需要混凝土結構，結構高162米，長度最高約1430米河流流動冬夏有別。根據河流流動，建議中的能源設備，會一致生產3.5吉瓦至5吉瓦的電力。
雖然項目備受許多政客和商業機構支持，但是，人關注項目成本時，項目擱置。該地的本土阿拉斯加人，抗議損失村落的威脅，9條村落會遭到水壩淹沒。保育團體，憎惡水浸威脅育空平原。育空平原是大範圍濕地，濕地提供數以百萬計水禽的關鍵繁殖區。大壩大量耗費，而且阿拉斯加以外的美國人受惠有限，財政保守派因而反對大壩。